# Açude do Pinga

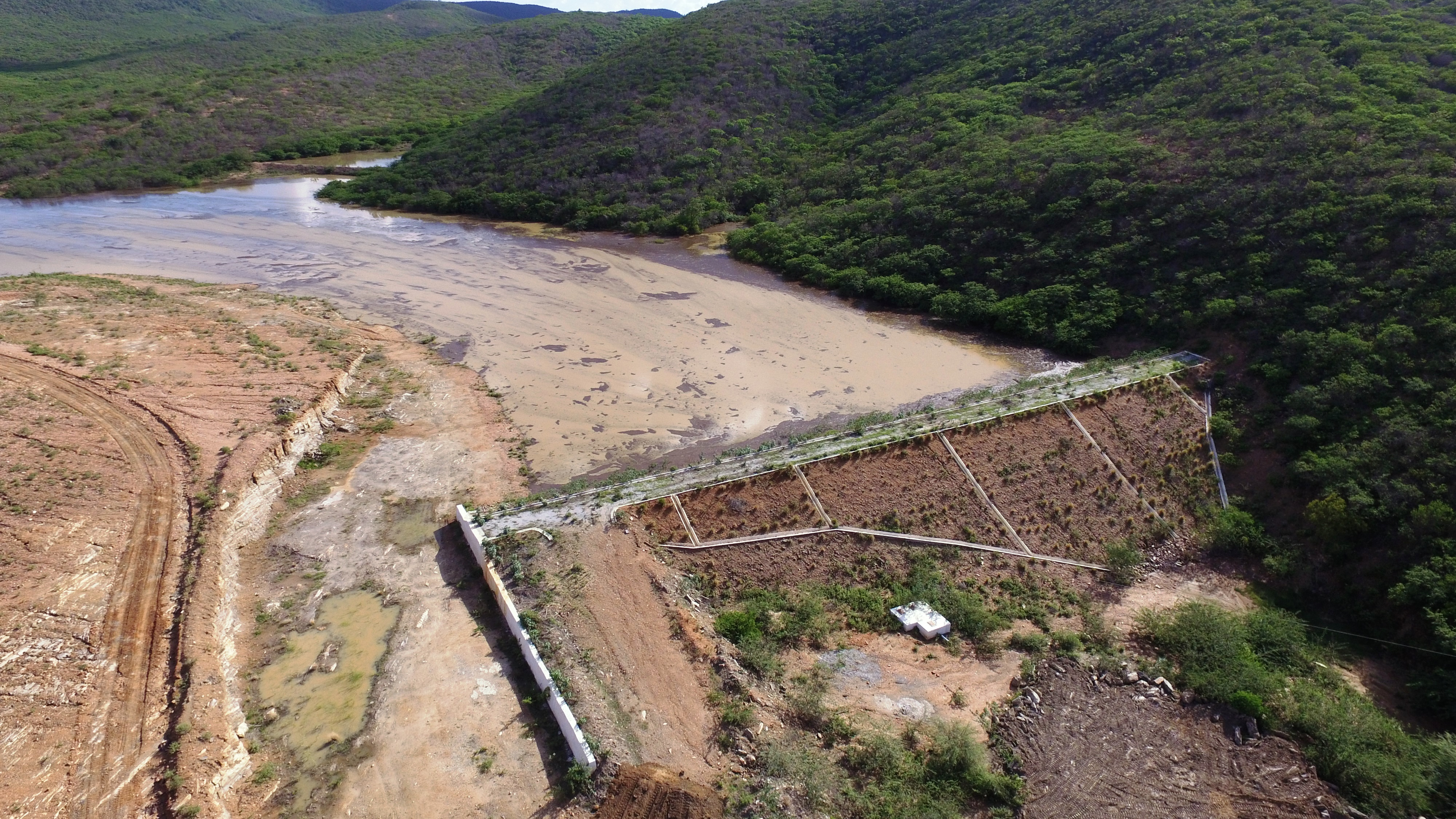
Açude do Pinga em sua primeira sangria. Foto: Yayu Drone

O Açude do Pinga fica situado no município de Santa Luzia, localizado na Região Metropolitana de Patos, estado da Paraíba, tem capacidade para armazenar aproximadamente um milhão de metros cúbicos. Sangrou pela primeira vez em 2018.
O manancial foi inaugurado em 19 de junho de 2014 pela Prefeitura Municipal de Santa Luzia. A obra, uma emenda do deputado federal Efraim Filho, recursos do Governo Federal, Ministério da Integração Nacional, teve investimento de mais de 700 mil reais, beneficiando a Comunidade Pinga e outras áreas da zona rural local, a exemplo de Talhado e Mamão.